# Ascenso MX (Clausura 2016)
Ascenso MX 2015/2016 (Clausura) – 86. edycja rozgrywek drugiego poziomu ligowego w piłce nożnej w Meksyku (40. edycja licząc od wprowadzenia półrocznych sezonów). Rozgrywki odbyły się wiosną; pierwszy mecz rozegrano 8 stycznia, zaś ostatni (finał) 7 maja. Toczone były systemem ligowo pucharowym – najpierw wszystkie szesnaście zespołów rywalizowało ze sobą podczas regularnego sezonu, a po jego zakończeniu siedem najlepszych drużyn zakwalifikowało się do fazy play-off (najlepszy zespół rozpoczął ją od półfinału, pozostałe sześć od ćwierćfinału), która wyłoniła zwycięzcę drugiej ligi.
Rozgrywki Ascenso MX – czwarty raz w historii – wygrał Club Necaxa, pokonując w dwumeczu finałowym Mineros de Zacatecas (2:0, 0:0). Dzięki temu dostąpił możliwości rozegrania dwumeczu o awans do najwyższej klasy rozgrywkowej (Final de Ascenso) ze zwycięzcą jesiennego sezonu Apertura 2015 – FC Juárez. Wobec decyzji o powiększeniu ligi od nowego sezonu o dwa dodatkowe zespoły ostatni zespół tabeli spadkowej (Cimarrones de Sonora) wyjątkowo nie został relegowany do trzeciej ligi. Tytuł króla strzelców sezonu zdobył Meksykanin Ismael Valadéz z Cafetaleros de Tapachula z dziesięcioma golami na koncie. Najlepszym piłkarzem sezonu został wybrany Meksykanin Yosgart Gutiérrez, bramkarz Club Necaxa.

## Kluby

### Stadiony i lokalizacje
| Klub              | Miasto          | Stan            | Stadion                         | Pojemność | Zdjęcie | Skrót |
| ----------------- | --------------- | --------------- | ------------------------------- | --------- | ------- | ----- |
| Alebrijes         | Oaxaca          | Oaxaca          | Estadio Tecnológico de Oaxaca   | 15 000    |         | ALE   |
| Atlante           | Cancún          | Quintana Roo    | Estadio Andrés Quintana Roo     | 20 000    |         | ATL   |
| Atlético San Luis | San Luis Potosí | San Luis Potosí | Estadio Alfonso Lastras         | 24 000    |         | ASL   |
| Cafetaleros       | Tapachula       | Chiapas         | Estadio Olímpico de Tapachula   | 15 000    |         | CAF   |
| Celaya            | Celaya          | Guanajuato      | Estadio Miguel Aléman Valdés    | 26 300    |         | CEL   |
| Cimarrones        | Hermosillo      | Sonora          | Estadio Héroe de Nacozari       | 21 175    |         | CIM   |
| Correcaminos UAT  | Ciudad Victoria | Tamaulipas      | Estadio Marte R. Gómez          | 16 000    |         | UAT   |
| Juárez            | Ciudad Juárez   | Chihuahua       | Estadio Olímpico Benito Juárez  | 24 000    |         | JUA   |
| Murciélagos       | Los Mochis      | Sinaloa         | Estadio Centenario              | 15 000    |         | MUR   |
| Lobos BUAP        | Puebla          | Puebla          | Estadio Universitario BUAP      | 20 750    |         | LOB   |
| Mineros           | Zacatecas       | Zacatecas       | Estadio Francisco Villa         | 14 000    |         | MIN   |
| Necaxa            | Aguascalientes  | Aguascalientes  | Estadio Victoria                | 25 495    |         | NEC   |
| Tepic             | Tepic           | Nayarit         | Arena Cora                      | 12 945    |         | TEP   |
| U de Guadalajara  | Guadalajara     | Jalisco         | Estadio Jalisco                 | 56 715    |         | UDG   |
| Venados           | Mérida          | Jukatan         | Estadio Carlos Iturralde Rivero | 18 000    |         | VEN   |
| Zacatepec         | Zacatepec       | Morelos         | Estadio Agustín "Coruco" Díaz   | 24 443    |         | ZAC   |

### Trenerzy, kapitanowie, sponsorzy
| Klub              | Trener                   | Trener               | Kapitan            | . | Sponsor techniczny | Sponsor na koszulce         |
| ----------------- | ------------------------ | -------------------- | ------------------ | - | ------------------ | --------------------------- |
| Alebrijes         | Flavio Davino            | od 12 grudnia 2015   | Diego Menghi       | . | Lotto              | Generando Bienestar         |
| Atlante           | Eduardo Fentanes         | od 30 kwietnia 2015  | Juan de la Barrera | . | Kappa              | Cancún                      |
| Atlético San Luis | Carlos Bustos            | od 30 listopada 2015 | Othoniel Arce      | . | Charly             | Maz Tiempo                  |
| Cafetaleros       | Gabriel Caballero        | od 30 sierpnia 2015  | Ismael Valadéz     | . | Silver Sport       | brak sponsora               |
| Celaya            | Gustavo Díaz             | od 20 lipca 2015     | Alfredo Moreno     | . | Keuka              | Bachoco                     |
| Cimarrones        | Héctor Medrano           | od 26 listopada 2015 | Raúl Rico          | . | Kappa              | Super Norte                 |
| Correcaminos UAT  | José Treviño             | od 24 sierpnia 2015  | Hugo Sánchez       | . | Lotto              | brak sponsora               |
| Juárez            | Sergio Orduña            | od 14 czerwca 2015   | Héctor Morales     | . | Umbro              | Del Río                     |
| Lobos BUAP        | Ricardo Valiño           | od 8 maja 2014       | Omar Tejeda        | . | Keuka              | Coca-Cola, Zurich Insurance |
| Mineros           | Joel Sánchez             | od 25 kwietnia 2015  | Noé Maya           | . | Pirma              | Telcel, Samsung             |
| Murciélagos       | Lorenzo López            | od 18 czerwca 2015   | Alfonso Rippa      | . | Keuka              | Airlite, Mezta              |
| Necaxa            | Alfonso Sosa             | od 26 listopada 2015 | Michel García      | . | Umbro              | Búfalo                      |
| Tepic             | José Luis González China | od 20 sierpnia 2015  | Jorge Gastelum     | . | Romed              | Nayarit, Ultromep           |
| U de Guadalajara  | Daniel Guzmán            | od 3 czerwca 2015    | Pablo Olivera      | . | Lotto              | Electrolit                  |
| Venados           | Marcelo Michel Leaño     | od 27 listopada 2015 | Aldo Polo          | . | Foursport          | brak sponsora               |
| Zacatepec         | Carlos Gutiérrez         | od 16 maja 2015      | Rodolfo Espinoza   | . | Silver Sport       | Cemento Cruz Azul           |

### Zmiany trenerów
| Klub              | Były trener              | Data odejścia     | Powód odejścia    | Nowy trener           | Data zatrudnienia |
| ----------------- | ------------------------ | ----------------- | ----------------- | --------------------- | ----------------- |
| Przed sezonem     |                          |                   |                   |                       |                   |
| Atlético San Luis | Raúl Arias               | 19 listopada 2015 | Koniec kontraktu  | Carlos Bustos         | 30 listopada 2015 |
| Cimarrones        | Javier López             | 26 listopada 2015 | Trener tymczasowy | Héctor Medrano        | 26 listopada 2015 |
| Necaxa            | Hugo Saucedo             | 26 listopada 2015 | Trener tymczasowy | Alfonso Sosa          | 26 listopada 2015 |
| Venados           | Daniel Rossello          | 27 listopada 2015 | Trener tymczasowy | Marcelo Michel Leaño  | 27 listopada 2015 |
| Alebrijes         | Marco Antonio Trejo      | 12 grudnia 2015   | Trener tymczasowy | Flavio Davino         | 12 grudnia 2015   |
| W trakcie sezonu  |                          |                   |                   |                       |                   |
| Murciélagos       | Lorenzo López            | 28 stycznia 2016  | Zwolnienie        | Jorge Manrique        | 29 stycznia 2016  |
| Tepic             | José Luis González China | 7 lutego 2016     | Zwolnienie        | Luis Padilla          | 10 lutego 2016    |
| Mineros           | Joel Sánchez             | 8 lutego 2016     | Zwolnienie        | Ricardo Rayas         | 9 lutego 2016     |
| Tepic             | Luis Padilla             | 13 lutego 2016    | Trener tymczasowy | Hernán Cristante      | 13 lutego 2016    |
| Murciélagos       | Jorge Manrique           | 26 lutego 2016    | Zwolnienie        | Roberto Carlos Castro | 26 lutego 2016    |

## Regularny sezon

### Tabela
| Lp. | Drużyna           | M  | Z | R  | P | Bramki | Bramki | Różn. | Pkt | Uwagi                                  |
| --- | ----------------- | -- | - | -- | - | ------ | ------ | ----- | --- | -------------------------------------- |
| 1   | U de Guadalajara  | 15 | 9 | 2  | 4 | 22     | 15     | +7    | 29  | Wejście do fazy play-off • półfinał    |
| 2   | Necaxa            | 15 | 8 | 4  | 3 | 21     | 12     | +9    | 28  | Wejście do fazy play-off • ćwierćfinał |
| 3   | Cafetaleros       | 15 | 8 | 3  | 4 | 14     | 8      | +6    | 27  | Wejście do fazy play-off • ćwierćfinał |
| 4   | Celaya            | 15 | 8 | 2  | 5 | 20     | 13     | +7    | 26  | Wejście do fazy play-off • ćwierćfinał |
| 5   | Atlante           | 15 | 7 | 4  | 4 | 22     | 12     | +10   | 25  | Wejście do fazy play-off • ćwierćfinał |
| 6   | Mineros           | 15 | 4 | 10 | 1 | 17     | 13     | +4    | 22  | Wejście do fazy play-off • ćwierćfinał |
| 7   | Correcaminos UAT  | 15 | 6 | 4  | 5 | 13     | 17     | −4    | 22  | Wejście do fazy play-off • ćwierćfinał |
| 8   | Alebrijes         | 15 | 5 | 6  | 4 | 19     | 19     | 0     | 21  |                                        |
| 9   | Venados           | 15 | 5 | 5  | 5 | 17     | 14     | +3    | 20  |                                        |
| 10  | Juárez            | 15 | 5 | 5  | 5 | 13     | 12     | +1    | 20  |                                        |
| 11  | Tepic             | 15 | 6 | 1  | 8 | 20     | 19     | +1    | 19  |                                        |
| 12  | Lobos BUAP        | 15 | 5 | 3  | 7 | 17     | 22     | −5    | 18  |                                        |
| 13  | Murciélagos       | 15 | 5 | 1  | 9 | 18     | 30     | −12   | 16  |                                        |
| 14  | Zacatepec         | 15 | 2 | 7  | 6 | 15     | 23     | −8    | 13  |                                        |
| 15  | Atlético San Luis | 15 | 2 | 5  | 8 | 11     | 20     | −9    | 11  |                                        |
| 16  | Cimarrones        | 15 | 2 | 4  | 9 | 12     | 22     | −10   | 10  |                                        |

### Miejsca po danych kolejkach
| Drużyna/ Kolejka  | 1                | 2  | 3  | 4  | 5  | 6  | 7  | 8  | 9  | 10 | 11 | 12 | 13 | 14 | 15 |   |
| ----------------- | ---------------- | -- | -- | -- | -- | -- | -- | -- | -- | -- | -- | -- | -- | -- | -- | - |
| Drużyna/ Kolejka  | U de Guadalajara | 4  | 1  | 1  | 1  | 1  | 1  | 1  | 1  | 1  | 1  | 1  | 1  | 1  | 1  | 1 |
| Necaxa            | 3                | 4  | 3  | 2  | 3  | 4  | 3  | 4  | 2  | 4  | 2  | 3  | 2  | 4  | 2  |   |
| Cafetaleros       | 14               | 8  | 5  | 3  | 2  | 2  | 2  | 2  | 3  | 2  | 3  | 4  | 4  | 2  | 3  |   |
| Celaya            | 2                | 6  | 4  | 5  | 6  | 3  | 4  | 3  | 4  | 3  | 4  | 2  | 5  | 3  | 4  |   |
| Atlante           | 12               | 7  | 8  | 12 | 7  | 7  | 5  | 6  | 5  | 5  | 5  | 5  | 3  | 5  | 5  |   |
| Mineros           | 11               | 12 | 10 | 11 | 13 | 12 | 10 | 8  | 8  | 6  | 6  | 6  | 8  | 6  | 6  |   |
| Correcaminos UAT  | 5                | 2  | 2  | 4  | 4  | 5  | 6  | 7  | 7  | 8  | 7  | 9  | 7  | 9  | 7  |   |
| Alebrijes         | 6                | 13 | 6  | 9  | 8  | 9  | 7  | 5  | 6  | 7  | 9  | 7  | 6  | 7  | 8  |   |
| Venados           | 8                | 9  | 11 | 7  | 5  | 6  | 8  | 9  | 9  | 9  | 8  | 11 | 9  | 11 | 9  |   |
| Juárez            | 7                | 10 | 13 | 10 | 12 | 14 | 13 | 13 | 15 | 13 | 13 | 14 | 12 | 12 | 10 |   |
| Tepic             | 1                | 5  | 9  | 13 | 14 | 10 | 12 | 12 | 14 | 12 | 11 | 8  | 10 | 8  | 11 |   |
| Lobos BUAP        | 10               | 3  | 7  | 8  | 10 | 13 | 15 | 16 | 13 | 10 | 10 | 10 | 11 | 10 | 12 |   |
| Murciélagos       | 16               | 16 | 16 | 16 | 16 | 16 | 16 | 14 | 16 | 16 | 16 | 13 | 13 | 13 | 13 |   |
| Zacatepec         | 15               | 14 | 15 | 14 | 11 | 8  | 11 | 11 | 10 | 11 | 12 | 12 | 14 | 14 | 14 |   |
| Atlético San Luis | 13               | 15 | 14 | 15 | 15 | 15 | 14 | 15 | 12 | 14 | 14 | 15 | 15 | 15 | 15 |   |
| Cimarrones        | 9                | 11 | 12 | 6  | 9  | 11 | 9  | 10 | 11 | 15 | 15 | 16 | 16 | 16 | 16 |   |

### Wyniki
| - 1. kolejka: 8–10 stycznia - 2. kolejka: 15–16 stycznia - 3. kolejka: 22–24 stycznia - 4. kolejka: 29–30 stycznia - 5. kolejka: 5–7 lutego | - 6. kolejka: 12–13 lutego - 7. kolejka: 19–21 lutego - 8. kolejka: 26–27 lutego - 9. kolejka: 4–6 marca - 10. kolejka: 11–13 marca | - 11. kolejka: 18–19 marca - 12. kolejka: 25–27 marca - 13. kolejka: 1–2 kwietnia - 14. kolejka: 8–10 kwietnia - 15. kolejka: 15–16 kwietnia |

| Gospodarz \ Gość  | ALE | ATL | ASL | CAF | CEL | CIM | UAT | JUA | LOB | MIN | MUR | NEC | TEP | UDG | VEN | ZAC |
| Alebrijes         |     | 3:3 |     |     | 0:0 |     |     | 1:0 |     | 1:1 |     |     | 1:0 | 1:2 |     | 3:3 |
| Atlante           |     |     | 1:0 |     | 2:0 |     |     |     |     | 2:2 | 1:0 |     | 3:0 | 3:0 | 0:0 | 4:1 |
| Atlético San Luis | 2:1 |     |     | 0:0 |     | 1:1 | 0:3 |     | 1:2 |     |     | 0:1 |     |     | 2:0 |     |
| Cafetaleros       | 3:1 | 1:0 |     |     | 2:1 |     | 0:1 | 0:0 |     | 0:1 | 2:0 |     |     | 1:0 |     |     |
| Celaya            |     |     | 2:0 |     |     | 2:0 |     |     | 3:0 |     | 3:1 | 4:2 | 1:0 |     | 1:0 | 2:0 |
| Cimarrones        | 1:1 | 1:2 |     | 0:1 |     |     | 0:0 | 0:1 |     | 2:3 | 2:1 |     |     | 0:1 |     |     |
| Correcaminos UAT  | 0:1 | 0:0 |     |     | 2:1 |     |     | 0:3 |     | 0:0 |     |     | 3:1 | 0:2 |     |     |
| Juárez            |     | 1:0 | 1:1 |     | 1:0 |     |     |     |     | 0:0 |     |     | 1:2 | 3:0 |     | 0:0 |
| Lobos BUAP        | 1:2 | 1:0 |     | 0:1 |     | 2:0 | 0:1 | 1:1 |     | 1:1 | 3:0 |     |     |     |     |     |
| Mineros           |     |     | 1:1 |     | 0:0 |     |     |     |     |     | 3:3 | 2:0 | 1:0 | 1:1 | 1:1 | 0:1 |
| Murciélagos       | 3:2 |     | 1:0 |     |     |     | 5:0 | 1:0 |     |     |     |     | 0:6 |     | 0:1 | 2:1 |
| Necaxa            | 0:0 | 2:1 |     | 1:0 |     | 4:2 | 3:1 | 1:0 | 2:0 |     | 4:0 |     |     |     |     |     |
| Tepic             |     |     | 3:1 | 0:1 |     | 2:3 |     |     | 2:0 |     |     | 0:0 |     |     | 1:0 | 2:1 |
| U de Guadalajara  |     |     | 2:1 |     | 3:0 |     |     |     | 2:3 |     | 2:1 | 0:0 | 3:1 |     | 2:0 | 2:0 |
| Venados           | 0:1 |     |     | 2:1 |     | 1:0 | 1:1 | 5:1 | 4:1 |     |     | 0:0 |     |     |     |     |
| Zacatepec         |     |     | 1:1 | 1:1 |     | 0:0 | 0:1 |     | 2:2 |     |     | 2:1 |     |     | 2:2 |     |

Źródło: Ascenso MX
Objaśnienia:
1Drużyna gospodarzy jest wymieniona po lewej stronie tabeli.
Kolory: zielony – zwycięstwo gospodarzy, żółty – remis, różowy – zwycięstwo gości.

### Tabela spadkowa
| Lp  | Drużyna           | Pkt A13 | Pkt C14 | Pkt A14 | Pkt C15 | Pkt A15 | Pkt C16 | . | M  | Pkt | Średnia | Uwagi |
| --- | ----------------- | ------- | ------- | ------- | ------- | ------- | ------- | - | -- | --- | ------- | ----- |
| 1.  | U de Guadalajara  | –       | –       | –       | –       | 21      | 29      | . | 30 | 50  | 1,6667  |       |
| 2.  | Juárez            | –       | –       | –       | –       | 29      | 20      | . | 30 | 49  | 1,6333  |       |
| 3.  | Necaxa            | 25      | 22      | 21      | 21      | 20      | 28      | . | 84 | 137 | 1,6310  |       |
| 4.  | Correcaminos UAT  | 22      | 29      | 24      | 20      | 13      | 22      | . | 84 | 130 | 1,5476  |       |
| 5.  | Mineros           | 16      | 24      | 25      | 18      | 24      | 22      | . | 84 | 129 | 1,5357  | [ b ] |
| 6.  | Alebrijes         | 25      | 21      | 15      | 20      | 25      | 21      | . | 84 | 127 | 1.5119  |       |
| 7.  | Tepic             | –       | –       | 27      | 18      | 20      | 19      | . | 56 | 84  | 1,5000  |       |
| 8.  | Lobos BUAP        | 17      | 19      | 20      | 22      | 29      | 18      | . | 84 | 125 | 1,4881  |       |
| 9.  | Atlante           | –       | –       | 21      | 13      | 23      | 25      | . | 56 | 82  | 1,4643  |       |
| 10. | Cafetaleros       | 18      | 12      | 21      | 14      | 22      | 27      | . | 84 | 114 | 1,3571  | [ c ] |
| 11. | Atlético San Luis | 22      | 15      | 17      | 24      | 21      | 11      | . | 84 | 110 | 1,3095  |       |
| 12. | Venados           | 23      | 18      | 9       | 22      | 15      | 20      | . | 84 | 107 | 1,2738  |       |
| 13. | Murciélagos       | 13      | 15      | 12      | 16      | 24      | 16      | . | 84 | 96  | 1,1429  | [ d ] |
| 14. | Zacatepec         | 17      | 18      | 18      | 12      | 13      | 13      | . | 84 | 91  | 1,0833  |       |
| 15. | Celaya            | 14      | 14      | 6       | 10      | 20      | 26      | . | 84 | 90  | 1,0714  |       |
| 16. | Cimarrones        | –       | –       | –       | –       | 8       | 10      | . | 30 | 18  | 0,6000  | [ e ] |

Źródło: Ascenso MX (hiszp.)

## Faza play-off

### Drabinka
|  | Ćwierćfinały | Ćwierćfinały         | Ćwierćfinały | Ćwierćfinały | Ćwierćfinały |  |  | Półfinały | Półfinały        | Półfinały | Półfinały | Półfinały |  |  | Finał | Finał   | Finał | Finał | Finał |
|  |              |                      |              |              |              |  |  |           |                  |           |           |           |  |  |       |         |       |       |       |
|  | 3            | Cafetaleros          | 1            | 1            | 2            |  |  |           |                  |           |           |           |  |  |       |         |       |       |       |
|  | 6            | Mineros de Zacatecas | 2            | 1            | 3            |  |  |           |                  |           |           |           |  |  |       |         |       |       |       |
|  |              |                      |              |              |              |  |  | 1         | U de Guadalajara | 1         | 1         | 2         |  |  |       |         |       |       |       |
|  |              |                      |              |              |              |  |  |           | Mineros          | 1         | 2         | 3         |  |  |       |         |       |       |       |
|  |              |                      |              |              |              |  |  |           |                  |           |           |           |  |  |       |         |       |       |       |
|  |              |                      |              |              |              |  |  |           |                  |           |           |           |  |  |       | Mineros | 0     | 0     | 0     |
|  | 2            | Necaxa               | 1            | 1            | 2            |  |  |           |                  |           |           |           |  |  |       | Necaxa  | 2     | 0     | 2     |
|  | 7            | Correcaminos UAT     | 0            | 1            | 1            |  |  |           |                  |           |           |           |  |  |       |         |       |       |       |
|  |              |                      |              |              |              |  |  |           | Necaxa           | 2         | 3         | 5         |  |  |       |         |       |       |       |
|  |              |                      |              |              |              |  |  |           | Atlante          | 1         | 2         | 3         |  |  |       |         |       |       |       |
|  | 4            | Celaya               | 1            | 0            | 1            |  |  |           |                  |           |           |           |  |  |       |         |       |       |       |
|  | 5            | Atlante              | 0            | 2            | 2            |  |  |           |                  |           |           |           |  |  |       |         |       |       |       |

### Ćwierćfinały
| 20 kwietnia 2016 | Correcaminos UAT | 0:1   | Necaxa     | |
| 18:30            |                  | (0:1) | 11' Prieto | Estadio Marte R. Gómez Ciudad Victoria, Tamaulipas Widzów: 5 955 Sędzia: Mario Humberto Vargas Mata |

| 23 kwietnia 2016 | Necaxa        | 1:1   | Correcaminos UAT |                                                                                           |
| 19:45            | Prieto 37'    | (1:0) | 64' Guzmán       | Estadio Victoria Aguascalientes, Aguascalientes Widzów: 10 706 Sędzia: Oscar Mejía García |
| 19:45            | 90+5' Morales | (1:0) |                  | Estadio Victoria Aguascalientes, Aguascalientes Widzów: 10 706 Sędzia: Oscar Mejía García |

| 20 kwietnia 2016 | Atlante | 0:1   | Celaya        |                                                                                                |
| 19:45            |         | (0:1) | 41' Domínguez | Estadio Andrés Quintana Roo Cancún, Quintana Roo Widzów: 3 385 Sędzia: Adalid Maganda Villalva |

| 23 kwietnia 2016 | Celaya | 0:2   | Atlante                         |                                                                                           |
| 21:15            |        | (0:0) | 49' Garcés · 53' (sam.) Galeana | Estadio Miguel Aléman Valdés Celaya, Guanajuato Widzów: 19 500 Sędzia: Ángel Monroy Bello |

| 20 kwietnia 2016 | Mineros        | 2:1   | Cafetaleros |                                                                                      |
| 21:15            | Nurse 50', 70' | (0:0) | 66' Ayoví   | Estadio Francisco Villa Zacatecas, Zacatecas Widzów: 8 685 Sędzia: Uriel Olvera Ríos |
| 21:15            | 90+2' Cortés   | (0:0) |             | Estadio Francisco Villa Zacatecas, Zacatecas Widzów: 8 685 Sędzia: Uriel Olvera Ríos |

| 23 kwietnia 2016 | Cafetaleros     | 1:1   | Mineros   |                                                                                                   |
| 18:00            | Bruno Tiago 56' | (0:1) | 29' Nurse | Estadio Olímpico de Tapachula Tapachula, Chiapas Widzów: 12 477 Sędzia: Jonathan Hernández Juárez |

### Półfinały
| 27 kwietnia 2016 | Atlante     | 1:2   | Necaxa                            |                                                                                            |
| 20:00            | López 90+2' | (0:1) | 48' (sam.) Marroquín · 66' Prieto | Estadio Andrés Quintana Roo Cancún, Quintana Roo Widzów: 10 279 Sędzia: Oscar Mejía García |

| 30 kwietnia 2016 | Necaxa                                 | 3:2   | Atlante                       |                                                                                           |
| 20:00            | Prieto 57' · Barraza 62' · Isijara 68' | (0:0) | 49' (k.) Garcés · 81' Uscanga | Estadio Victoria Aguascalientes, Aguascalientes Widzów: 16 950 Sędzia: Ángel Monroy Bello |
| 20:00            | 90' Cauich                             | (0:0) |                               | Estadio Victoria Aguascalientes, Aguascalientes Widzów: 16 950 Sędzia: Ángel Monroy Bello |

| 28 kwietnia 2016 | Mineros       | 1:1   | U de Guadalajara |                                                                                                |
| 21:00            | Maya 35' (k.) | (1:1) | 16' Mora         | Estadio Francisco Villa Zacatecas, Zacatecas Widzów: 13 905 Sędzia: Mario Humberto Vargas Mata |

| 1 maja 2016 | U de Guadalajara | 1:2   | Mineros        |                                                                               |
| 12:00       | Mora 31'         | (1:1) | 30', 84' Nurse | Estadio Jalisco Guadalajara, Jalisco Widzów: 32 106 Sędzia: Uriel Olvera Ríos |

### Finał
| 4 maja 2016 | Mineros | 0:2   | Necaxa                     |                                                                                               |
| 21:00       |         | (0:0) | 50' Gallegos · 64' Isijara | Estadio Francisco Villa Zacatecas, Zacatecas Widzów: 13 906 Sędzia: Jonathan Hernández Juárez |

| 7 maja 2016 | Necaxa | 0:0   | Mineros |                                                                                           |
| 20:00       |        | (0:0) |         | Estadio Victoria Aguascalientes, Aguascalientes Widzów: 21 233 Sędzia: Oscar Mejía García |

 

MISTRZ ASCENSO MX – CLAUSURA 2016
KWALIFIKACJA DO FINAL DE ASCENSO

NECAXA
 4. TYTUŁ
Skład zwycięzcy:
- Bramkarze: Yosgart Gutiérrez (21/–16)
- Obrońcy: Marcos González (20/0), Mario de Luna (16/1), Brayan Beckeles (15/0), Luis Padilla (8/0), Erik Vera (7/0), Carlos Ramos (1/0)
- Pomocnicy: Xavier Báez (21/1), Michel García (21/0), Felipe Gallegos (20/2), Jesús Gómez (18/1), Jesús Isijara (17/3), Alan Mendoza (16/0), Alejandro Vela (13/0), Edgar Alaffita (7/1), Jorge Sánchez (6/0)
- Napastnicy: Rodrigo Prieto (21/10), Jahir Barraza (21/7), Oscar Fernández (17/1), Kevin Chaurand (7/2)
- Trener: Alfonso Sosa, asystenci: Alberto Clark, Julio Herrera

W nawiasie podano (mecze/gole), zaś w przypadku bramkarzy (mecze/przepuszczone gole).

## Statystyki

### Najlepsi strzelcy
| Lp            | Zawodnik           | Klub             | Gole |
| ------------- | ------------------ | ---------------- | ---- |
| 1.            | Ismael Valadéz     | Cafetaleros      | 10   |
| 2.            | Diego Jiménez      | Lobos BUAP       | 8    |
| 3.            | Pablo Olivera      | U de Guadalajara | 7    |
| 3.            | Leandro Carrijó    | Juárez           | 7    |
| 5.            | Juan Luis Anangonó | U de Guadalajara | 6    |
| 5.            | Jahir Barraza      | Necaxa           | 6    |
| 5.            | Rodrigo Prieto     | Necaxa           | 6    |
| 5.            | Alfredo Moreno     | Celaya           | 6    |
| 5.            | Gabriel Hachen     | Atlante          | 6    |
| 5.            | Roberto Nurse      | Mineros          | 6    |
| 5.            | Danny Santoya      | Alebrijes        | 6    |
| 5.            | Jhonathan Ramis    | Zacatepec        | 6    |
| 4 zawodników  | 4 zawodników       | 4 zawodników     | 5    |
| 8 zawodników  | 8 zawodników       | 8 zawodników     | 4    |
| 11 zawodników | 11 zawodników      | 11 zawodników    | 3    |
| 17 zawodników | 17 zawodników      | 17 zawodników    | 2    |
| 71 zawodników | 71 zawodników      | 71 zawodników    | 1    |

Źródło: Ascenso MX (hiszp.)

### Hat-tricki
| Lp | Gracz (klub)               | Spotkanie                | Rezultat | Kolejka | Data          |
| -- | -------------------------- | ------------------------ | -------- | ------- | ------------- |
| 1. | Diego Jiménez (Lobos BUAP) | Lobos BUAP – Murciélagos | 3:0      | 11.     | 18 marca 2016 |

## Nagrody

### Tygodniowe
| 1.         | Sergio Vergara          | Celaya            | Víctor Hugo Hernández | Tepic             | José Luis González China | Tepic            |
| 2.         | Juan Luis Anangonó      | U de Guadalajara  | Carlos Velázquez      | Mineros           | José Treviño             | Correcaminos UAT |
| 3.         | César de la Peña        | Alebrijes         | Luis Robles           | Alebrijes         | Daniel Guzmán            | U de Guadalajara |
| 4.         | Ismael Valadéz          | Cafetaleros       | Lucero Álvarez        | Alebrijes         | Gabriel Caballero        | Cafetaleros      |
| 5.         | Julián Quiñones         | Venados           | Juan Roldán           | Zacatepec         | Marcelo Michel Leaño     | Venados          |
| 6.         | Othoniel Arce           | Atlético San Luis | Carlos Velázquez (2)  | Mineros           | Gabriel Caballero (2)    | Cafetaleros      |
| 7.         | Juan Luis Anangonó (2)  | U de Guadalajara  | Miguel Pinto          | Cafetaleros       | Alfonso Sosa             | Necaxa           |
| 8.         | Alfredo Moreno          | Celaya            | Carlos Velázquez (3)  | Mineros           | Daniel Guzmán (2)        | U de Guadalajara |
| 9.         | Omar Tejeda             | Lobos BUAP        | Gerardo Ruiz          | Atlante           | Eduardo Fentanes         | Atlante          |
| 10.        | Roberto Nurse           | Mineros           | Carlos Velázquez (4)  | Mineros           | Gustavo Díaz             | Celaya           |
| 11.        | Diego Jiménez           | Lobos BUAP        | Luis García           | Tepic             | Ricardo Valiño           | Lobos BUAP       |
| 12.        | Carlo Stefano Rodríguez | Murciélagos       | Iván Vázquez Mellado  | Juárez            | Hernán Cristante         | Tepic            |
| 13.        | David Mendieta          | Atlante           | Guillermo Iriarte     | Atlético San Luis | Eduardo Fentanes (2)     | Atlante          |
| 14.        | Alberto García          | U de Guadalajara  | Miguel Pinto (2)      | Cafetaleros       | Ricardo Rayas            | Mineros          |
| 15.        | Ever Guzmán             | Correcaminos UAT  | Daniel Vogel          | Correcaminos UAT  | José Treviño (2)         | Correcaminos UAT |
| 1/4 finału | Roberto Nurse (2)       | Mineros           | Carlos Velázquez (5)  | Mineros           | Eduardo Fentanes (3)     | Atlante          |
| 1/2 finału | Jesús Isijara           | Necaxa            | Yosgart Gutiérrez     | Necaxa            | Ricardo Rayas (2)        | Mineros          |
| finał      | Yosgart Gutiérrez       | Necaxa            | Yosgart Gutiérrez (2) | Necaxa            | Alfonso Sosa (2)         | Necaxa           |

W nawiasie podano, który raz dany zawodnik (lub trener) został wyróżniony.
Źródło: Ascenso MX (hiszp.)

### Jedenastka sezonu
| Bramkarz                   | Obrońcy                                                                                               | Pomocnicy                                                                                      | Napastnicy                                           |
| -------------------------- | --- | ---------------------------------------------------------------------------------------------- | ---------------------------------------------------- |
| Yosgart Gutiérrez (Necaxa) | Eder Borelli (Juárez) Hugo Sánchez (Correcaminos UAT) Arturo Ortiz (Mineros) Brayan Beckeles (Necaxa) | José Ayoví (Cafetaleros) Bruno Tiago (Cafetaleros) Rodrigo López (Celaya) Jesús Gómez (Necaxa) | Ismael Valadéz (Cafetaleros) Alfredo Moreno (Celaya) |

Źródło: Ascenso Bancomer MX (hiszp.)